# Otávio Henrique Passos Santos
Otávio Henrique Passos Santos, mais conhecido apenas como Otávio (Maceió, 4 de maio de 1994), é um futebolista brasileiro que atua como volante. Atualmente, joga pelo Fluminense.

## Carreira

### Início
Otávio começou sua carreira em clubes de futsal de Alagoas. Depois, foi para o campo do CRB, onde era camisa 10. Aos 14 anos, o Atlético Paranaense ofereceu a oportunidade de se desenvolver no clube paranaense.

### Atlético Paranaense
Após um mês em avaliação, Otávio chegou ao Atlético Paranaense em 2009. Chegou ao Furacão como meia, jogava com a bola no pé mas não sabia marcar. A pedidos dos treinadores, virou volante e focou bastante na marcação. Começou na categoria infantil e passou por todas as outras categorias de base na sequência. Colecionou títulos pela base atleticana, chegando a ser tricampeão paranaense e ganhando títulos na Europa, como a Yokohama Cup em 2012. Fez parte do elenco que chegou à semifinal da Copa São Paulo de Futebol Júnior de 2012. Foi bicampeão da Yokohama Cup em 2013. Começou a treinar com os profissionais no fim do mesmo ano. Em 2014, inscrito na Copa Libertadores da América e disputando o Campeonato Paranaense pelo time Sub-23 do Atlético Paranaense, Otávio se destacou. Forte na marcação e tranquilo com a bola no pé, acabou sendo promovido ao time principal. No dia 24 de fevereiro de 2016, marcou seu primeiro gol pelo clube contra o Criciúma, em jogo válido pela Primeira Liga.

### Bordeaux
No dia 7 de agosto de 2017, Otávio acertou com o Bordeaux, da França. O jogador assinou por quatro anos com o novo clube. A negociação do volante foi de 7,5 milhões de euros (27 milhões de reais no câmbio atual). No time europeu, o atleta fez 127 jogos e marcou três gols.

### Atlético Mineiro
Em 4 de fevereiro de 2022, Otávio acertou com o Atlético Mineiro por empréstimo até junho; ao término deste contrato, ele assinou um vínculo de quatro anos com o clube.

### Fluminense
Em fevereiro de 2025, acertou com o Fluminense até o final de 2027. 
No dia 27 de março, Otávio rompeu o tendão de Aquiles na perna direita durante um treinamento e precisou passar por cirurgia. Não foi definida previsão de retorno e acreditava-se que o jogador ficaria de fora do restante da temporada de 2025. No entanto, o volante teve uma recuperação surpreendente, com o auxílio do renomado departamento médico e de fisioterapia do tricolor, e retornou aos treinamentos com o grupo no início de agosto, cinco meses depois da lesão.

## Estatísticas
Atualizado em 16 de março de 2025.
| Clube               | Temporada         | Liga  | Liga | Copa  | Copa | Continental | Continental | Outros | Outros | Total | Total |
| Clube               | Temporada         | Jogos | Gols | Jogos | Gols | Jogos       | Gols        | Jogos  | Gols   | Jogos | Gols  |
| ------------------- | ----------------- | ----- | ---- | ----- | ---- | ----------- | ----------- | ------ | ------ | ----- | ----- |
| Atlético Paranaense | 2014              | 17    | 0    | 1     | 0    | —           | —           | 14     | 0      | 32    | 0     |
| Atlético Paranaense | 2015              | 32    | 0    | 0     | 0    | 6           | 0           | 3      | 0      | 41    | 0     |
| Atlético Paranaense | 2016              | 35    | 1    | 6     | 0    | —           | —           | 20     | 1      | 61    | 2     |
| Atlético Paranaense | 2017              | 13    | 1    | 3     | 0    | 10          | 0           | 4      | 0      | 30    | 1     |
| Atlético Paranaense | Total             | 97    | 2    | 10    | 0    | 16          | 0           | 41     | 1      | 164   | 3     |
| Bordeaux            | 2017–18           | 21    | 0    | 0     | 0    | —           | —           | 0      | 0      | 21    | 0     |
| Bordeaux            | 2018–19           | 33    | 0    | 0     | 0    | 7           | 0           | 3      | 0      | 43    | 0     |
| Bordeaux            | 2019–20           | 25    | 2    | 2     | 0    | —           | —           | 1      | 0      | 28    | 2     |
| Bordeaux            | 2020–21           | 18    | 1    | 0     | 0    | —           | —           | —      | —      | 18    | 1     |
| Bordeaux            | 2021–22           | 16    | 0    | 1     | 0    | —           | —           | —      | —      | 17    | 0     |
| Bordeaux            | Total             | 113   | 3    | 3     | 0    | 7           | 0           | 4      | 0      | 127   | 3     |
| Atlético Mineiro    | 2022              | 24    | 0    | 4     | 0    | 6           | 0           | 6      | 0      | 40    | 0     |
| Atlético Mineiro    | 2023              | 27    | 0    | 1     | 0    | 8           | 0           | 11     | 0      | 47    | 0     |
| Atlético Mineiro    | 2024              | 25    | 0    | 9     | 0    | 9           | 0           | 7      | 0      | 50    | 0     |
| Atlético Mineiro    | 2025              | 0     | 0    | 0     | 0    | 0           | 0           | 3      | 0      | 3     | 0     |
| Atlético Mineiro    | Total             | 76    | 0    | 14    | 0    | 23          | 0           | 27     | 0      | 140   | 0     |
| Fluminense          | 2025              | 0     | 0    | 2     | 0    | 0           | 0           | 4      | 0      | 6     | 0     |
| Fluminense          | Total             | 0     | 0    | 2     | 0    | 0           | 0           | 4      | 0      | 6     | 0     |
| Total na carreira   | Total na carreira | 286   | 5    | 29    | 0    | 46          | 0           | 76     | 1      | 437   | 6     |

1. 1 2 3  Jogo(s) de Campeonato Paranaense
2. ↑  Jogo(s) de Copa Sul-Americana
3. ↑  15 jogos de Campeonato Paranaense, cinco jogos e um gol de Primeira Liga
4. 1 2  Jogos(s) de Copa Libertadores
5. ↑  Jogo(s) de Liga Europa da UEFA
6. 1 2  Jogo(s) de Copa da Liga Francesa
7. ↑  Jogo(s) de Campeonato Mineiro

## Títulos
Atlético Paranaense
- Campeonato Paranaense: 2016
- Yokohama Cup: 2012 e 2013

Atlético Mineiro
- Supercopa do Brasil: 2022
- Campeonato Mineiro: 2022, 2023 e 2024